# Tourisme dans les Laurentides
 (novembre 2021).
- Si vous ne connaissez pas le sujet, laissez ce bandeau (vous pouvez alors contacter les auteurs).
- Si vous supprimez le contenu mis en cause (vous pouvez préalablement contacter les auteurs),

argumentez précisément cette suppression dans la page de discussion
(un manque de référence n'est pas un argument ; une recherche réelle de référence doit avoir été effectuée, être formellement documentée).
Le tourisme dans les Laurentides est une composante importante de l'activité économique de la région des Laurentides, l’une des 22 régions touristiques du Québec. En 2009, elle compte 2 196 entreprises associées au secteur du tourisme, soit 7 % de toutes les entreprises touristiques du Québec.[réf. nécessaire] En moyenne par année, le tourisme génère plus de 13 700 emplois dans la région.[réf. nécessaire] De plus, chaque année la région reçoit en moyenne 2 478 000 visiteurs.[réf. nécessaire]

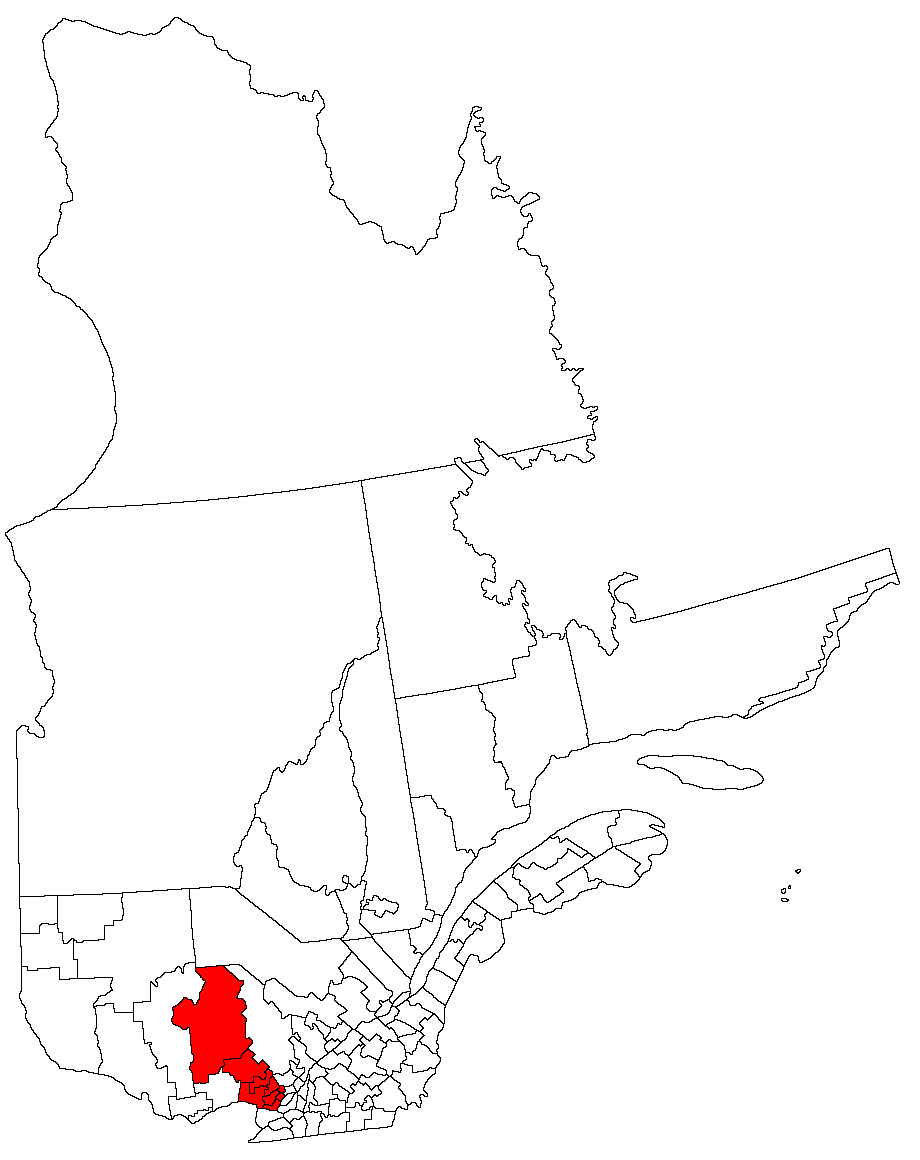
Les Laurentides

## Situation géographique

### Présentation de la région
Les Laurentides sont une région de montagnes et de plaines où se trouvent plus de régions rurales que de régions urbaines. La région touristique des Laurentides est composée de huit municipalités régionales de comté: Argenteuil, Antoine-Labelle, Deux-Montagnes, La Rivière-de-Nord, Les Laurentides, Les Pays-d'en-Haut, Mirabel et Thérèse-De Blainville. Celles-ci sont divisées en trois sous-régions: les Hautes-Laurentides, le Cœur des Laurentides et les Basses-Laurentides. La région des Laurentides s'étend sur la rive nord du fleuve Saint-Laurent, près de Montréal. Elle se situe au centre de plusieurs régions touristique soit l'Outaouais, la Mauricie, Lanaudière, Laval, Montréal et la Montérégie. Son territoire a une superficie de 22 516 km2, avec 1 956 km2 de lacs et de rivières.

### Histoire du tourisme
Il est probable que l'existence de plusieurs villages laurentiens relève de l’industrie touristique qui aida à rehausser leur économie.[réf. nécessaire] Aussi, un sol stérile un sous-sol dépouillé de richesse minière, et des forêts amplement taxées par des coupes répétées sans souci de reboisement laissaient présager un avenir plus que difficile pour la plupart d’entre eux. La région des Laurentides a, de tout temps, été un territoire convoité, mais c'est en 1830, à l’arrivée du chemin de fer, qui a grandement favorisé l’exploitation de ce coin de la province. De ce fait, les Montréalais pouvaient profiter d’un endroit propice au grand air et où ils pouvaient pratiquer des sports non loin de chez eux. Il faudra attendre la fin de la Première Guerre mondiale pour que le ski tienne un rang essentiel pour le tourisme de cette région.

## L’importance du tourisme
Pour les Laurentides, l’activité touristique est en augmentation. Que ce soit par rapport à l’économie régionale (avec ses nombreux emplois) qu’avec les performances touristiques réalisées.
« Ainsi, les secteurs directement reliés au tourisme, soit l’hébergement, la restauration, les attraits et les activités représentent ensemble 11 % des emplois régionaux. »
En 2008, les Laurentides ont reçu 6,6 millions de visiteurs, autant des touristes que des excursionnistes. Ceux-ci représentent 63 % des visiteurs et en haute saison, il y a à chaque jour environ 3,8 millions d'excursionnistes qui visitent la région (2010). À la grandeur du Québec, la région des Laurentides s'est vu attribuer la 3e place en ce qui a trait au nombre de visiteurs. Cela constitue une bonne place étant donné que les deux premières sont occupées par la région de Montréal et celle de Québec.

## Accessibilité
Pour se rendre dans les Laurentides, quatre moyens de transport sont accessibles. Il s’agit de la voiture, du train, de l’avion ou de l’autobus voyageur. Pour les voyageurs internationaux, il y a deux aéroports situés à proximité : Montréal-Trudeau, à environ une heure de voiture, et l’Aéroport international de Mont-Tremblant. Il y a également les aéroports locaux de Lachute, Mont-Laurier et Saint-Jovite. Pour les autobus voyageurs, plusieurs partent de la région de Montréal, situé près des Laurentides, grâce à cela, plusieurs autobus voyageurs desservent la région. Une fois rendus sur place, les taxis et les trains de banlieue sont deux options qui facilitent le déplacement : il y a des gares à Deux-Montagnes (REM), Rosemère, Sainte-Thérèse, Blainville, Mirabel et Saint-Jérôme (ligne Exo Saint-Jérôme). L’organisation d’un voyage dans cette région implique de connaître un peu l’organisation du transport. La région est également accessible depuis Vaudreuil-Soulanges en traversant la rivière des Outaouais par la traverse Oka-Hudson ou celle de Pointe-Fortune-Carillon.

## Climat et panorama
La région des Laurentides est traversée par la chaine de montagnes du même nom, qui s’étend de l’Outaouais jusqu’au Labrador. C’est pourquoi on peut y voir un paysage vallonné à montagneux. Son plus haut sommet est le Mont Belle Fontaine, faisant 1 151 mètres d'altitude, qui est situé dans la réserve faunique des Laurentides. Cette situation géologique explique le fait qu’il y ait de nombreuses stations de ski et la popularité de ce sport dans la région. La forêt environnante est majoritairement composée de conifères et parsemée de nombreux lacs. Il y a également trois rivières qui sillonnent la région; la Rivière Rouge (Laurentides), la Rivière du Nord et la Rivière au Lièvre. Le climat est ressemblant à celui de Montréal, c'est-à-dire un climat continental humide à forte amplitude thermique, excepté qu’il y a de plus intenses précipitations, étant donné l’altitude moyenne de la région.

## Économie du tourisme dans cette région

### Nombre d'emplois
En 2008, ce sont 13 700 emplois qui étaient générés par le tourisme en territoire laurentien. Au total, cela constitue 10 % de tous les emplois qui sont attribuables à l’industrie touristique du Québec.[réf. nécessaire]

### Revenu touristique
Selon un blogue fait par la compagnie Robert Harmegnies Marketing, la région des Laurentides se classait en 3e position, en 2010, en ce qui a trait aux revenus touristiques avec ses 792 644 600 $ par an.[réf. nécessaire]

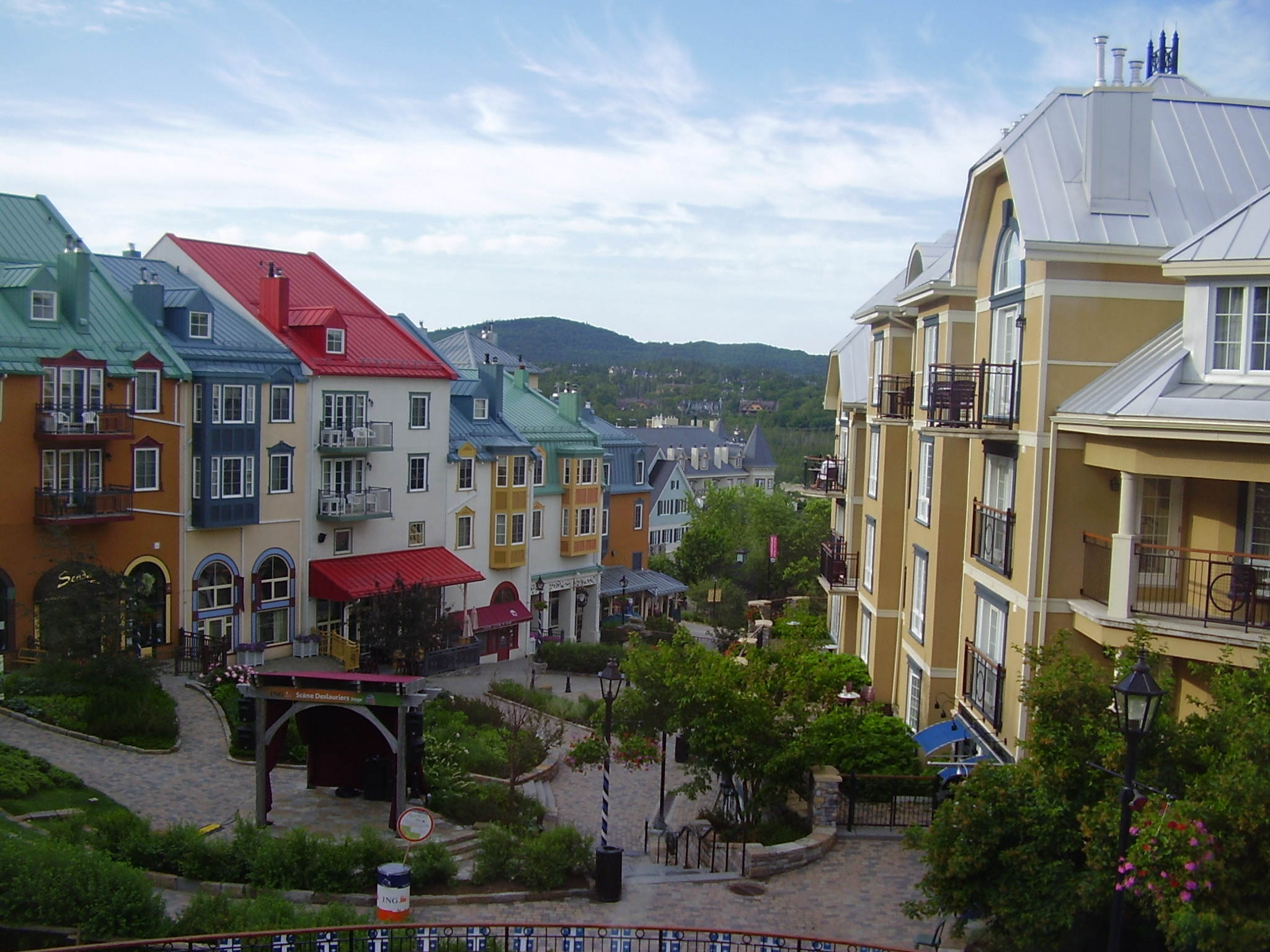
Villégiature Mont-Tremblant

## Statistiques et Performances touristiques
| Année | Volume    | Nuitées   | Dépenses    | Durée moyenne de séjour (Nuitées) | Dépenses moyennes par séjour ($) | Dépenses moyennes par nuitée ($) |
| --- | --------- | --------- | ----------- | --------------------------------- | -------------------------------- | -------------------------------- |
| 2011 | 988 000   | 5 247 000 | 306 000 000 | 3,097                             | 531                              | 100                              |
| 2010 | 1 829 000 | 5 535 000 | 369 000 000 | 3,02                              | 201,74                           | 66,66                            |
| 2009 | 2 074 000 | 4 581 000 | 315 000 000 | 2,20                              | 151,88                           | 68,76                            |
| 2008 | 2 339 000 | 4 901 000 | 378 000 000 | 2,09                              | 161,60                           | 77,12                            |
| 2007 | 2 371 000 | 5 491 000 | 421 000 000 | 2,31                              | 177,56                           | 76,67                            |
| 2006 | 2 374 000 | 5 939 000 | 375 000 000 | 2,50                              | 157,96                           | 63,14                            |
| Tourisme Québec précise que ce sont des données fournies à titre indicatif qu'il faut utiliser avec réserve. |           |           |             |                                   |                                  |                                  |

## Principale caractéristique
L’image qui est véhiculée pour les Laurentides est : « Villégiature de rêve ».
Les quatre saisons y sont exploitées. L’hiver, les stations de ski alpin ou de ski de fond ouvrent leurs portes, ainsi que les bains nordiques. Au printemps, il y a plusieurs cabanes à sucre offertes d'une part et d'autres de la région. L’été, les clubs de golfs ouvrent leurs portes. Tandis que l’automne, de nombreux vergers, sentiers et parcs parcourent la région.

## Points d’intérêt touristiques

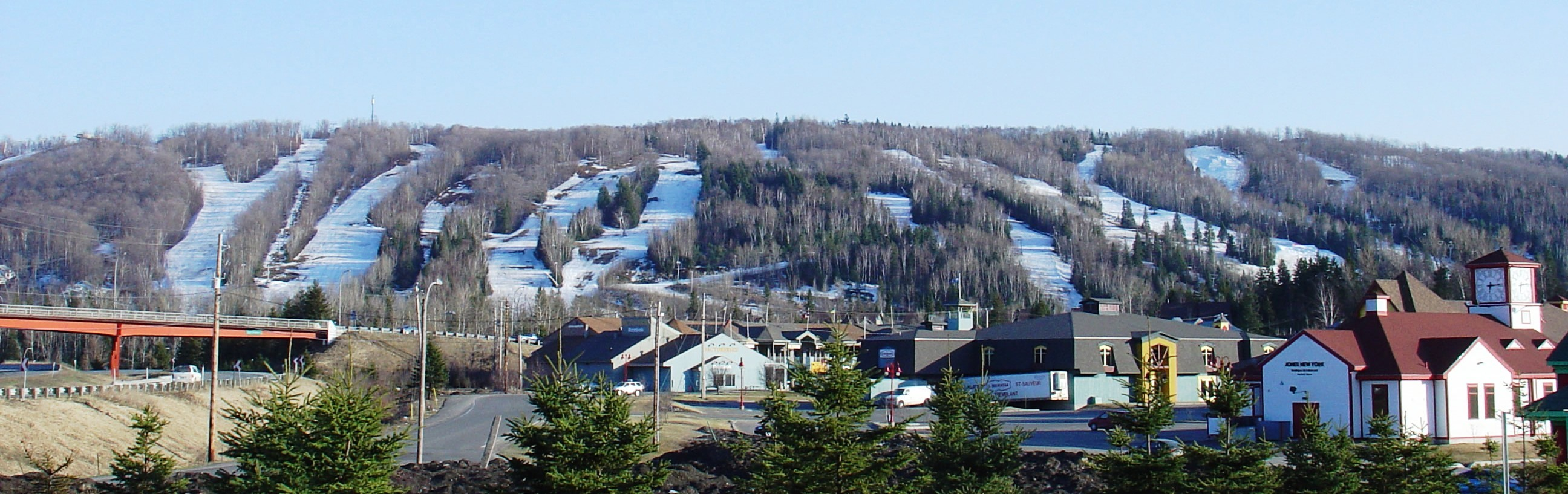
Station de ski et village du Mont-Saint-Sauveur

Le tourisme en Laurentides comporte plusieurs attraits touristiques en tous genres dans l'ensemble du territoire. Il y a trois parcs thématiques, des entreprises de produits du terroir, des parcs régionaux et cinq stations de ski.
Pour la famille :
- Le Village du Père Noël (Val-David)
- Au Pays des Merveilles (Sainte-Adèle)
- Super Aqua Club Pointe-Calumet

Gastronomique:
- La fromagerie Mirabel (Val-David)
- Chemin du Terroir des Laurentides
- Verger Labonté de la pomme (Oka)
- Les vergers Lafrance (Saint-Joseph-du-Lac)
- Boulangerie Merci La Vie (Piedmont)
- Microbrasserie Shawbridge (Prévost)

Aventure et plein air :
- Parc linéaire du Petit Train de Nord
- Parc national d’Oka
- Réserve faunique Papineau-Labelle
- Parc régional de la Rivière-du-Nord (Saint-Jérôme)
- Parc régional du Bois de Belle-Rivière (Mirabel)
- Le centre de villégiature de Tremblant
- Forêt récréotouristique de la montagne du Diable (Ferme-Neuve)
- Rafting Nouveau Monde

Stations de ski :
- Mont-Tremblant
- Sommet Saint-Sauveur
- Sommet Gabriel (Sainte-Adèle)
- Sommet Saint-Sauveur versant Avila (Piedmont)
- Sommet Olympia (Piedmont)
- Mont Blanc

Bains nordiques :
- Spa le Finlandais
- Polar bear's club
- Scandinave spa
- Ofuro spa
- Bagni spa station santé

Musées et autres
- Musée du ski des Laurentides (Saint-Sauveur)
- Lieu historique national du Canada du Canal-de-Carillon
- Musée régional d’Argenteuil (Saint-André-d’Argenteuil)
- Musée d’art contemporain des Laurentides (Saint-Jérôme)
- Maison de la Culture et du Patrimoine (Saint-Eustache)
- Centre d’exposition de Mont-Laurier
- Centre d’exposition de Val-David
- Casino de Mont-Tremblant
- Centrale hydroélectrique de Carillon/Hydro-Québec (Saint-André-d’Argenteuil)
- Centre d’interprétation de la courge du Québec (Saint-Joseph-du-Lac)

## Lauréats régionaux des Grands Prix de tourisme
Prix Activités de plein air et de loisir :
- 2010 : Station de sport Mont Avalanche
- 2009 : Parc linéaire Le P'tit Train du Nord
- 2008 : Club de Plein Air de Saint-Adolphe-d'Howard
- 2007 : La Forêt récréotouristique de la Montagne du Diable / Les Amis de la Montagne du Diable
- 2005 et 2006 : Ce prix n'a pas été décerné

Prix Agrotourisme et produits régionaux :
- 2014 : Labonté de la pomme, Verger et miellerie
- 2010 : Vignoble Rivière du Chêne
- 2009 : Les fromages du verger
- 2008 : Nid'Otruche
- 2007 : Centre d'interprétation de la courge du Québec
- 2005 et 2006 : Ce prix n'a pas été décerné

Prix Attractions touristiques : Moins de 100 000 visiteurs :
- 2010 : Le Café de la Gare de Saint-Sauveur
- 2009 : La Compagnie des Péniches
- 2008 : Héli-Tremblant
- 2007 : Centre musical CAMMAC
- 2006 : Vignoble de la Rivière du Chêne - Saint-Eustache
- 2005 : Ce prix n'a pas été décerné.

Prix Attractions touristiques : 100 000 visiteurs ou plus :
- 2010 : Ce prix n'a pas été décerné.
- 2009 : Parc aquatique Mont St-Sauveur
- 2008 : Ce prix n'a pas été décerné.
- 2007 : Aquaclub La Source
- 2005 et 2006 : Ce prix n'a pas été décerné

Prix Développement touristique : Restauration :
- 2010 : Bistro Les Copains d'abord
- 2009 : Restaurant Papa Luigi
- 2008 : sEb L'Artisan Culinaire
- 2007 : Table champêtre La Conclusion
- 2006 : Allégria - Restaurant Trattoria - Saint-Sauveur
- 2005 : Restaurant Le Raphaël

Prix Écotourisme et tourisme d'aventure :
- 2014 : Attitude Montagne
- 2010 : Auberge et aventure Rêve Blanc
- 2009 : Aventure Rêve Blanc
- 2008 : Auberge et Aventure Rêve Blanc
- 2007 : Acrobranche
- 2006 : Club de golf Royal Laurentien - Saint-Faustin, Lac Carré
- 2005 : Belle Neige

Prix Festivals et événements touristiques : Budget d'exploitation de moins de 1 M$ :
- 2010 : Fête de la Musique
- 2009 : Route des Arts
- 2008 : Festival des Arts de Saint-Sauveur
- 2007 : Festival des Arts de Saint-Sauveur
- 2006 : Festi-Vent sur glace - Saint-Placide
- 2005 : Ce prix n'a pas été décerné.

Prix Hébergement : Établissements 1 à 3 étoiles :
- 2010 : Auberge de la Tour du Lac
- 2009 : Auberge Aux Nuits de Rêve
- 2008 : Auberge et aventure Rêve Blanc
- 2007 : Le Creux du Vent
- 2005 et 2006 : Ce prix n'a pas été décerné

Prix hébergement : Établissements 4 ou 5 étoiles :
- 2010 : Fairmont Tremblant
- 2009 : Impéria Hôtel Suites
- 2008 : Château Beauvallon
- 2007 : Hôtel - Spa - Restaurant L'Eau à la Bouche
- 2005 et 2006 : Ce prix n'a pas été décerné

Prix Hébergement : Gîtes :
- 2014 : Auberge Sous l'édredon
- 2010 : Escale du Nord
- 2009 : Escale du Nord
- 2008 : Aux Douceurs de Prévost B & B, Gîte Touristique, Sauna Spa Concept Massothérapie
- 2007 : Avalanche B&B
- 2006 : Gîte touristique l'Ombrelle - Morin Heights
- 2005 : À la Claire Fontaine B&B

Prix hébergement : Pourvoiries :
- 2014 : Pourvoirie Mekoos
- 2012 : Pourvoirie Cécaurel
- 2010 : Pourvoirie Club Fontbrune
- 2009 : Pourvoirie Club Fontbrune
- 2007 et 2008: Ce prix n'a pas été décerné
- 2006 : Pourvoirie Mekoos - Mont-Laurier
- 2005 : Pourvoirie Mekoos

Prix Hébergement : Résidences de tourisme :
- 2010 : Le Village Suisse
- 2009 : Blueberry Lake
- 2008 : Ce prix n'a pas été décerné.
- 2007 : Le WINDIGO
- 2005 et 2006 : Ce prix n'a pas été décerné

Prix Personnalité touristique :
- 2010 : Madame Denise Lajeunesse Morin
- 2009 : Madame Monique Millette
- 2008 : Monsieur BenoîtBerthiaume (Le Scandinave Spa)
- 2007 : Monsieur Champlain Charest - Bistro à Champlain
- 2006 : M. Georges Filion
- 2005 : Ce prix n'a pas été décerné.

Prix Ressources humaines : Employé touristique :
- 2010 : Monsieur François Desrochers
- 2009 : Madame Caroline Paquet
- 2008 : Monsieur Michel Avon (Village du Père Noël)
- 2007 : Monsieur Didier Stoll - Fairmont Tremblant
- 2006 : Mme Louise Fortin - Mont Saint-Sauveur International
- 2005 : Richard Ladouceur Auberge de la Sauvagine

Prix Ressources humaines : Relève touristique :
- 2010 : Madame Mélissa Penny
- 2009 : Madame Julie Ciavarella
- 2008 : Monsieur David Ouellet (Chez Borivage - Le Grand Lodge Mont-Tremblant)
- 2007 : Madame Cynthia Houle-Lévesque - L'Hôtel du Lac
- 2005 et 2006 : Ce prix n'a pas été décerné

Prix Ressources humaines : Superviseur touristique :
- 2014 : Madame Christine Labrecque ( CLD de la MRC d'Antoine-Labelle)
- 2013 : Benoit Masson ( Station Mont-Tremblant)
- 2012 : Monsieur David Ouellet (Chez Borivage - Le Grand Lodge Mont-Tremblant)
- 2010 : Madame France Tremblay
- 2009 : Monsieur Réjean Campeau (Restaurant Au Petit Poucet)
- 2008 : Monsieur Steven Lortie (Chez Borivage - Le Grand Lodge Mont-Tremblant)
- 2007 : Monsieur Philip Khushf - Centre de Ski Mont Blanc
- 2005 et 2006 : Ce prix n'a pas été décerné

Prix Services touristiques :
- 2012 : Tourisme aérien Laurentides
- 2010 : Magasin de l'Abbaye d'Oka
- 2009 : Outeractiveexperiences
- 2008 : Municipalité De Saint-Adolphe-d'Howard
- 2007 : Chambre de commerce Sainte-Agathe-des-Monts
- 2006 : BB Tremblant (Regroupement des gîtes et petites auberges) - Mont-Tremblant
- 2005 : Centre des congrès Tremblant

Prix Tourisme durable :
- 2010 : Village d'accueil des Hautes-Laurentides
- 2005 à 2009 : Boulangerie La vagabonde

Prix Transport et voyages :
- 2010 : Traverse Oka Hudson
- 2009 : Hélibellule
- 2007 et 2008 : Ce prix n’a pas été décerné
- 2006 : Traverse Oka inc. - Hudson
- 2005 : Ce prix n'a pas été décerné.

Hébergement - 50 à 149 chambres :
- 2007 à 2010 : Ce prix n’a pas été décerné
- 2006 : Rendez-vous Mont-Tremblant - Mont-Tremblant
- 2005 : Comfort Inn & Suites Saint-Jérôme

Hébergement - Moins de 50 chambres (gîtes exclus) :
- 2007 à 2010 : Ce prix n’a pas été décerné
- 2006 : Hôtel Loftboutiques - Piedmont
- 2005 : Complexe hôtelier Harfang des Neiges

Hébergement - 150 chambres ou plus :
- 2014 : Fairmont Tremblant
- 2007 à 2010 : Ce prix n’a pas été décerné
- 2005 : Tremblant Sunstar

Attraction touristique - Moins de 50 000 visiteurs :
- 2006 à 2010 : Ce prix n’a pas été décerné
- 2005 : Aviation Wheelair

Attraction touristique - 50 000 visiteurs ou plus :
- 2006 à 2010 : Ce prix n’a pas été décerné
- 2005 : Les Vergers Lafrance

Festival et événement touristique - Budget d'exploitation de moins de 500 000 $ :
- 2006 à 2010 : Ce prix n’a pas été décerné
- 2005: Route des Arts

Festival et événement touristique - Budget d'exploitation de 500 000 $ ou plus :
- 2006 à 2010 : Ce prix n’a pas été décerné
- 2005 : Marathon canadien de ski

Entreprise touristique publique :
- 2006 à 2010 : Ce prix n’a pas été décerné
- 2005 : Centre local de développement des Pays-d'en-Haut

## Tourisme Laurentides
Formée en 1975, Tourisme Laurentides est une corporation à but non lucratif reconnue par Tourisme Québec et faisant partie du réseau des associations touristique régionale (ATR). Tourisme Laurentides regroupe les intervenants touristiques de la région des Laurentides pour favoriser la concertation et le développement de la destination. Elle est l'organisme responsable de l'accueil, la promotion et la mise en marché de la destination, en collaboration avec les partenaires institutionnels et les entreprises de l'industrie touristique. En 2013, la marque touristique des Laurentides identifiée et promue par Tourisme Laurentides est contenue dans les slogans « Notre décor, votre scénario », en français, ou « Life up close! », en anglais7. L’office du tourisme des Laurentides est situé à la halte routière de La Porte-du-Nord, à la sortie 51 de l'autoroute des Laurentides.

## Hébergement
En 2012, la région touristique des Laurentides comptait 6 487 unités d'hébergement disponibles quotidiennement dans les établissements hôteliers et résidences de tourisme, de quatre unités de location et plus. De ce nombre, 2 577 ont été occupées, donnant un taux d'occupation de 39,7 %. Le prix quotidien moyen était de 140,30 $. Avec 6 487 unités d'hébergement disponibles quotidiennement, la région des Laurentides se classe au 3e rang parmi les 22 régions touristiques du Québec selon le nombre d'unités d'hébergement disponibles quotidiennement. Le nombre d'unités représentait 9 % de l'ensemble du Québec.

## Restauration, gastronomie et produits du terroir
Connue pour ses produits du terroir, la région des Laurentides offre plusieurs restaurants québécois. La plupart de ces produits sont des fromages, du cidre, des produits d'érables, saucisses, des cœurs de quenouille et les gousses d’asclépiade marinées. Dans le secteur de la restauration et des services alimentaires, en 2011, la région touristique des Laurentides comptait 1 383 établissements de restauration qui ont procuré 13 500 emplois et rapporté des recettes totalisant près de 680 millions de dollars. Le nombre d'établissements, le nombre d'emplois ainsi que les recettes représentaient 7 % de l'ensemble du Québec.

## Routes et circuits touristiques
La région est connue pour sa piste cyclable Le P'tit train du Nord, une piste linéaire de 230 km parcourant colline et vallée des Laurentides. Avec ces 226 km, le Chemin du Terroir est une route permettant de déguster les produits de terroir. Le Parc de la Rivière-des-Mille-Îles est une partie de la route bleue, qui est un parcours navigable pour embarcations légères.

## Perspectives dans l’avenir
"Dans le contexte où la région des Laurentides constitue la principale destination de villégiature au Québec, ses principaux défis sont de maintenir l’accès à son territoire, de soutenir la diversification de ses activités et de miser sur son développement économique. Ces défis s’étendent également au secteur forestier, où l’on constate une volonté publique de moderniser le cadre de gestion des forêts. Les priorités régionales touchent donc l’aménagement durable, la gestion intégrée des ressources et la participation de l’ensemble des utilisateurs du territoire."